# أندي إيزابيلا
أندي إيزابيلا (بالإنجليزية: Andy Isabella) هو لاعب كرة قدم أمريكية أمريكي، ولد في 18 نوفمبر 1996 في مايفيلد في الولايات المتحدة.

## وصلات خارجية
- أندي إيزابيلا على موقع مرجع كرة القدم المحترفة.كوم (الإنجليزية)